# Stawy Łężczok
Stawy Łężczok este o arie protejată (sit de importanță comunitară — SCI) din Polonia întinsă pe o suprafață de 583,66 ha, integral pe uscat.

## Localizare
Centrul sitului Stawy Łężczok este situat la coordonatele 50°08′20″N 18°16′29″E / 50.139°N 18.2746°E.

## Înființare
Situl Stawy Łężczok a fost declarat sit de importanță comunitară în august 2007 pentru a proteja 6 specii de animale.

## Biodiversitate
Situată în ecoregiunea continentală, aria protejată conține 4 habitate naturale: Lacuri eutrofice naturale cu vegetație de tip Magnopotamion sau Hydrocharition, Liziere de ierburi înalte hidrofile de câmpie și de nivel montan până la alpin, Fânețe de joasă altitudine (Alopecurus pratensis, Sanguisorba officinalis), Păduri de stejar și carpen Galio-Carpinetum.
La baza desemnării sitului se află mai multe specii protejate:
- amfibieni (1): buhai de baltă cu burta roșie (Bombina bombina)
- mamifere (1): liliac comun (Myotis myotis)
- nevertebrate (2): fluturele purpuriu (Lycaena dispar), Phengaris teleius
- pești (2): zvârluga (Cobitis taenia), țipar (Misgurnus fossilis)